# درخت چوب‌پنبه‌ای صورتی
درخت چوب‌پنبه‌ای صورتی (نام علمی: Endiandra sieberi) نام یک گونه از تیره برگ‌بویان است.

## نگارخانه

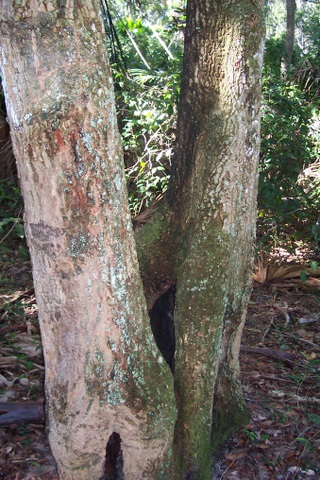
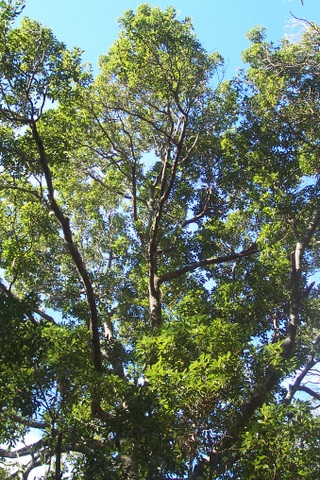
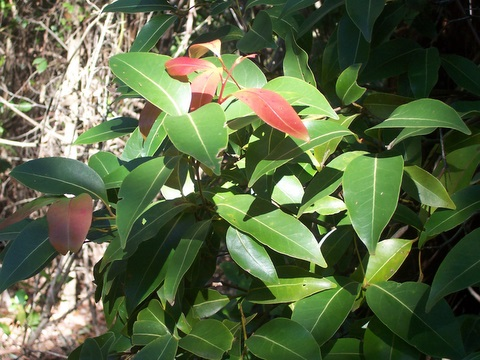
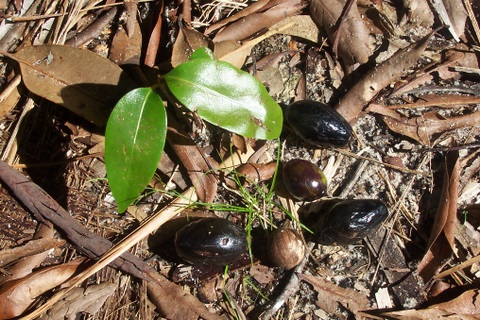
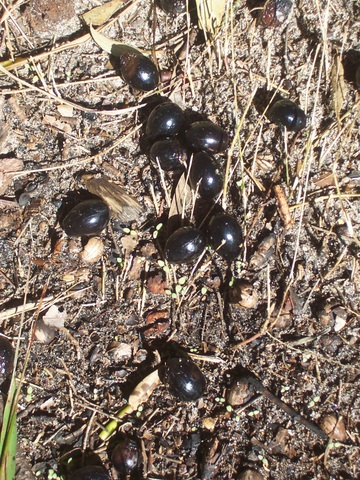
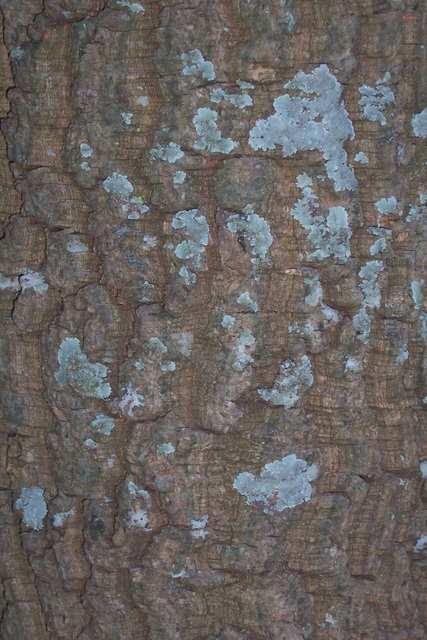
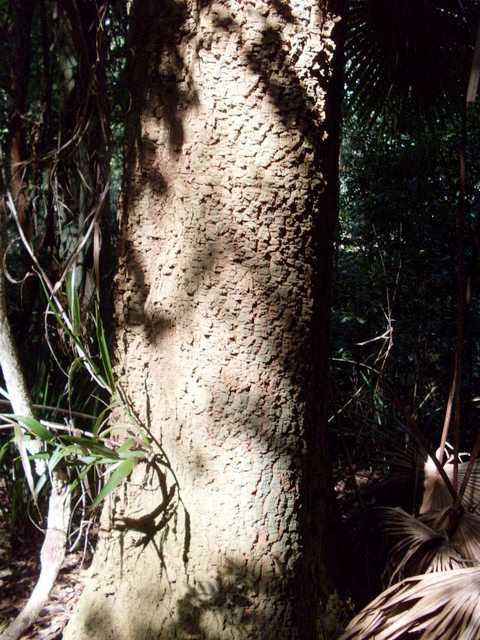
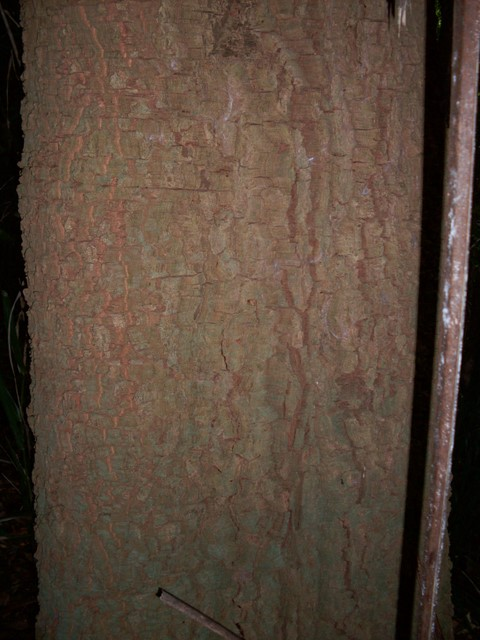